# Auditoria médica
Auditoria médica é uma especialidade em Medicina que compreende a avaliação da adequação e do custo dos serviços médicos prestados por entidades públicas ou privadas. Assim, existem a auditoria de médicos e hospitais privados e a auditoria médica do SUS, que pode se estender a hospitais conveniados. O auditor médico tanto pode servir a planos de saúde, analisando os serviços prestados pelos médicos credenciados, como pode servir ao SUS, avaliando os serviços públicos de saúde. 
O auditor médico possui como atribuição examinar os procedimentos realizados no paciente, verificando se estão adequados aos respectivos diagnósticos e se os pagamentos foram efetuados conforme os custos reais, que estão definidos em tabelas oficiais e legalmente reconhecidas (exemplo: tabelas de honorários médicos e de preços de medicamentos). Entretanto, o auditor nunca interfere no trabalho do médico assistente, seu dever é apenas emitir um relatório sobre a adequação dos procedimentos e, se for o caso, denunciar condutas erradas ou antiéticas.
Uma vez constatado um pagamento inadequado, o médico deve sugerir a glosa deste, isto é, a retificação a maior ou a menor; geralmente a menor, pagando menos do que foi cobrado. O SUS possui um complexo sistema de auditoria, composto por médicos e outros profissionais (enfermeiros, contabilistas), que se encarrega de verificar constantemente os procedimentos realizados. Essa verificação pode se restringir à análise de documentos recebidos dos hospitais e ambulatórios ou se estender a verificações minuciosas nos locais dos fatos. 
Dessa forma, existem a auditoria analítica, que é o exame de documentos, e a auditoria operacional, que é a avaliação do serviço médico in loco. Deve ficar claro que o médico auditor não apenas analisa os fatos somente depois que eles aconteceram. Na verdade, deve analisá-los à medida que acontecem e até mesmo antes disso. Em uma internação hospitalar, o médico autoriza a hospitalização, verifica o diagnóstico e a sua relação com os procedimentos planejados, autoriza os procedimentos de alta complexidade (como um cateterismo cardíaco), avalia o tempo de permanência do paciente no hospital, aprova as quantidades de materiais e profissionais requeridos por uma cirurgia e emite um parecer sobre o processo médico-hospitalar de forma geral.
O sucesso do auditor, especialmente se for de um plano de saúde, se mede pela sua habilidade em negociar custos e prevenir glosas, muito mais do que por glosas feitas após os eventos. Além das retificações de pagamento, o trabalho do auditor pode ter outras consequências, tanto para médicos e hospitais como para autoridades. O gestor de saúde, se incorreu em irregularidades, fica sujeito a punições, porém existem desvios de menor monta que podem ser sanados com medidas corretivas ou com o chamado Termo de Ajuste Sanitário. Este só cabe quando não há infrações de leis ou danos aos cofres públicos. Nos sistemas privados, os serviços que perderam a confiança dos planos de saúde são descredenciados. Em casos de quebra de ética médica, pode haver sanções penais. 
História de Auditoria em Saúde no SUS
As atividades de auditoria, antes de 1976, com base no então Instituto Nacional de Previdência Social - INPS, eram realizadas pelos supervisores por meio de apurações em prontuários de pacientes e em contas hospitalares. À época, não havia auditorias diretas em hospitais.
A partir de 1976, as chamadas contas hospitalares transformaram-se em Guia de Internação Hospitalar - GIH. As atividades de auditoria ficam estabelecidas como Controle Formal e Técnico.
Em 1978, é criada a Secretaria de Assistência Médica subordinada ao Instituto Nacional de Assistência Médica da Previdência Social - INAMPS. Vê-se a necessidade de aperfeiçoar a GIH. É criada, então, a Coordenadoria de Controle e Avaliação - nas capitais, e o Serviço de Medicina Social - nos municípios.
Em 1983, a Autorização de Internação Hospitalar - AIH, vem substituir a GIH, no Sistema de Assistência Médica da Previdência Social - SAMPS. É nesse ano que se reconhece o cargo de médico-auditor e a auditoria passa a ser feita nos próprios hospitais.
A Constituição Federal de 1988 dispõe no seu artigo 197: 
"São de relevância pública as ações e serviços de saúde, cabendo ao poder público dispor, nos Termos da Lei, sobre sua regulamentação, fiscalização e controle, devendo sua execução ser feita diretamente ou através de terceiros e, também, por pessoa física ou jurídica de direito privado". 
A Lei n.º 8.080, de 19 de setembro de 1990, ao prever a criação do SNA, estabeleceu as instâncias de gestão do SUS de acompanhar, controlar e avaliar as ações e serviços de saúde, ficando reservada à União a competência privativa para "estabelecer o Sistema Nacional de Auditoria, e coordenar a avaliação técnica e financeira do SUS em todo o território nacional em cooperação técnica com estados, municípios e Distrito Federal".
Por tratar especificamente da área da saúde, o SNA, instituído pelo artigo 6º da Lei 8.689, de 27 de julho de 1993 e regulamentado pelo Decreto n.º 1.651/95, se constitui num sistema atípico, singular, diferenciado, complementar aos sistemas de controle interno e externo e principalmente legítimo.
Decreto n.º 1.651 de 29 de setembro de 1995:
"Art. 4º O SNA compreende os órgãos que forem instituídos em cada nível de governo, sob a supervisão da respectiva direção do SUS.
(...)
§ 3º A estrutura e o funcionamento do SNA, no plano federal, são indicativos da organização a ser observada por Estados, Distrito Federal e Municípios para a consecução dos mesmos objetivos no âmbito de suas respectivas atuações."
A Lei n.º 10.683, de 28 de maio de 2003, dispõe sobre a Organização da Presidência da República e dos Ministérios - estabelece na alínea "b", inciso XX do artigo 27, como área de competência do Ministério da Saúde: "a coordenação e fiscalização do SUS".
Com a publicação do Decreto nº. 5.841, de 13 de julho de 2006, o DENASUS passou a integrar a estrutura da Secretaria de Gestão Estratégica e Participativa, órgão singular do Ministério da Saúde que ganhou novo formato diante do crescente grau de complexidade da institucionalização do SUS, concomitantemente à progressiva descentralização das responsabilidades pela execução das ações de saúde e pelo uso dos recursos financeiros, tornando necessário consolidar a competência na execução dos processos de gestão estratégica e participativa do sistema.
O Decreto nº 5.974, de 29 de novembro de 2006, define a nova estrutura do Ministério da Saúde, sem contudo promover alterações nas competências da Secretaria de Gestão Estratégica e Participativa e do DENASUS. Dessa forma, reuniram-se diversas estruturas responsáveis pelas funções de apoio à gestão estratégica e participativa no SUS na Secretaria de Gestão Estratégica e Participativa, que têm áreas de atuação complementares, com vistas a ganhar racionalidade e maior efetividade ao atuarem em conjunto.

O Departamento Nacional de Auditoria do SUS - DENASUS, órgão integrante da estrutura da Secretaria de Gestão Estratégica e Participativa do Ministério da Saúde e componente federal do Sistema Nacional de Auditoria - SNA, exerce atividades de auditoria e fiscalização especializada no âmbito do SUS. Conforme definido na Política Nacional de Gestão Estratégica e Participativa no SUS - Participa SUS "A auditoria é um instrumento de gestão para fortalecer o Sistema Único de Saúde (SUS), contribuindo para a alocação e utilização adequada dos recursos, a garantia do acesso e a qualidade da atenção a saúde oferecida aos cidadãos."